# Martin Žák
Martin Žák (* 1969) je český zpěvák, vypravěč, muzikant, multiinstrumentalista a textař, propagátor americké old-time country music, autor několika knih s hudební tematikou, umělecký vedoucí skupiny Stará almara.
Písně Martina Žáka, které jsou bez výjimky otextované do češtiny, podávají autentická svědectví o skutečných událostech ze života tehdejších amerických osadníků, horalů, farmářů, ale i vojáků, psanců a otroků.
V pestré paletě hudebních programů a vystoupení připravuje Martin Žák také hudebně vzdělávací pořady a výchovné koncerty pro školy a školky. Děti v nich zábavnou a interaktivní formou seznamuje s kapitolami dějin osidlování Ameriky a života osadníků, tehdejšími písněmi, známými i téměř zapomenutými hudebními autentickými nástroji a s historií a stylem tradičního zpívání a muzicírování.
Jako autor nahrávek, publikací a kulturních a vzdělávacích pořadů spolupracoval nebo spolupracuje s mnoha dalšími osobnostmi hudební i kulturní scény. Například s ilustrátorem a muzikantem Marko Čermákem, americkým hudebníkem Wayne Erbsenem, zpěvačkou Katkou García, s muzikanty Zdeňkem Jahodou, Petrem Surým, Jiřím Maškem, Appollon kvartetem, a dalšími. Na pořadech Martina Žáka často spolupracuje i herec, básník a spisovatel Miloň Čepelka a také taneční soubor Dvorana Country Dancers.
V roce 2008 byl „přijat do řady umělců Main Scene of Country Music za jedinečný podíl v popularizaci old-time country music na české hudební scéně“.
Prostřednictvím vlastního nakladatelství Country Home působí jako vydavatel hudebních publikací, z nichž u řady z nich je také autorem, nebo spoluautorem.

## Diskografie

### CD
- Písně ze stařičké stodoly, 2003 [5]
- Šlágry ze staré almary, 2007
- Není cesta zpátky, 2009 [6]
- Řekni, kde ty kytky jsou... Písně (pro) Pete Seegera, 2010 [7]
- Zápisky osamělého poutníka s autoharfou - 2CD, 2010
- Osamělý poutník s autoharfou, 2011
- Vánoce v trojím čase, 2011
- Chmurné balady z odvrácené strany, 2012
- Když osadník zpívá aneb Old-Time Country Solo, 2012 [8]
- Blues pracujícího muže aneb poklona Merle Haggardovi, 2012
- Kdybys jen mohla číst v mé mysli ...a Gordonu Lightfootovi s vděkem, 2015

### DVD
- Písně ze stařičké stodoly,[9] [10] 2006
- Stará almara ve Mlejně, 2007
- Stará almara ještě jednou ve Mlejně, 2008

## Publikace
- První krůčky s kytarou : jednoduchá country kytara pro malé začátečníky, 1999
- Banjo dávných horalů, farmářů, kovbojů, tuláků a jiných dobrodruhů (s doprovodným CD), 2002
- Country Home ... svět písní a dávných příběhů, 2003
- Country, bluegrass & oldtime songbook (s doprovodným CD), 2005
- Zápisky osamělého poutníka s autoharfou, 2010 [11]